# Thing

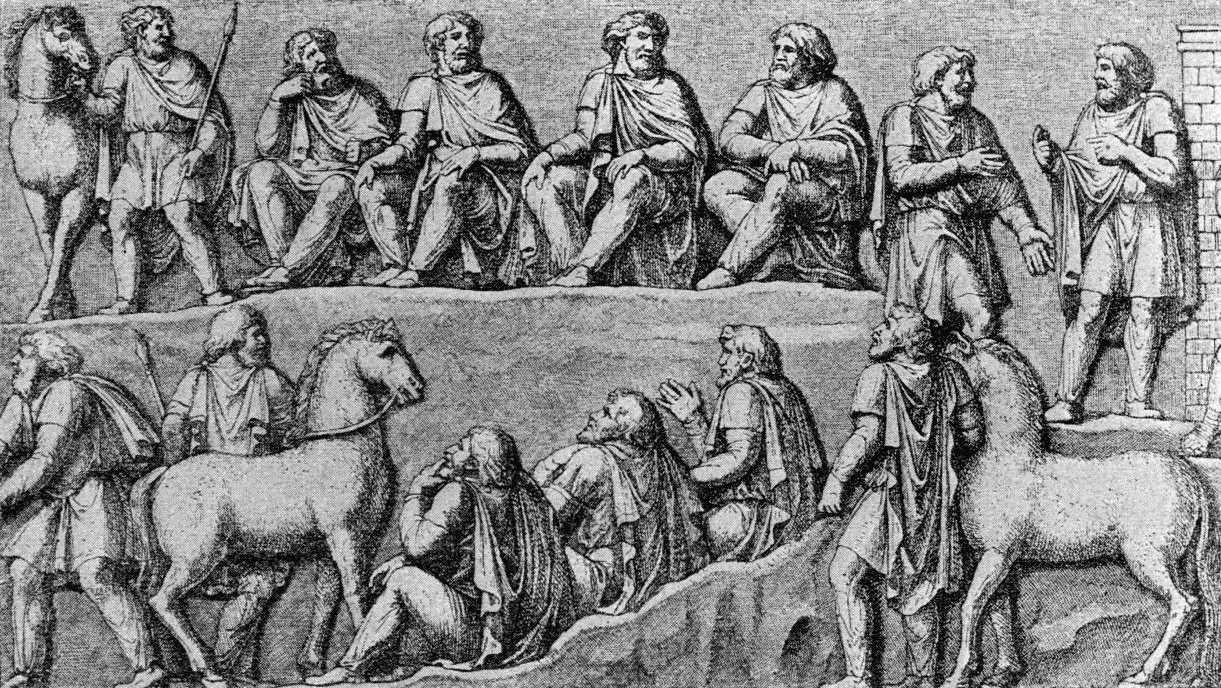
Reunión germana representada en un relieve de la Columna de Marco Aurelio.

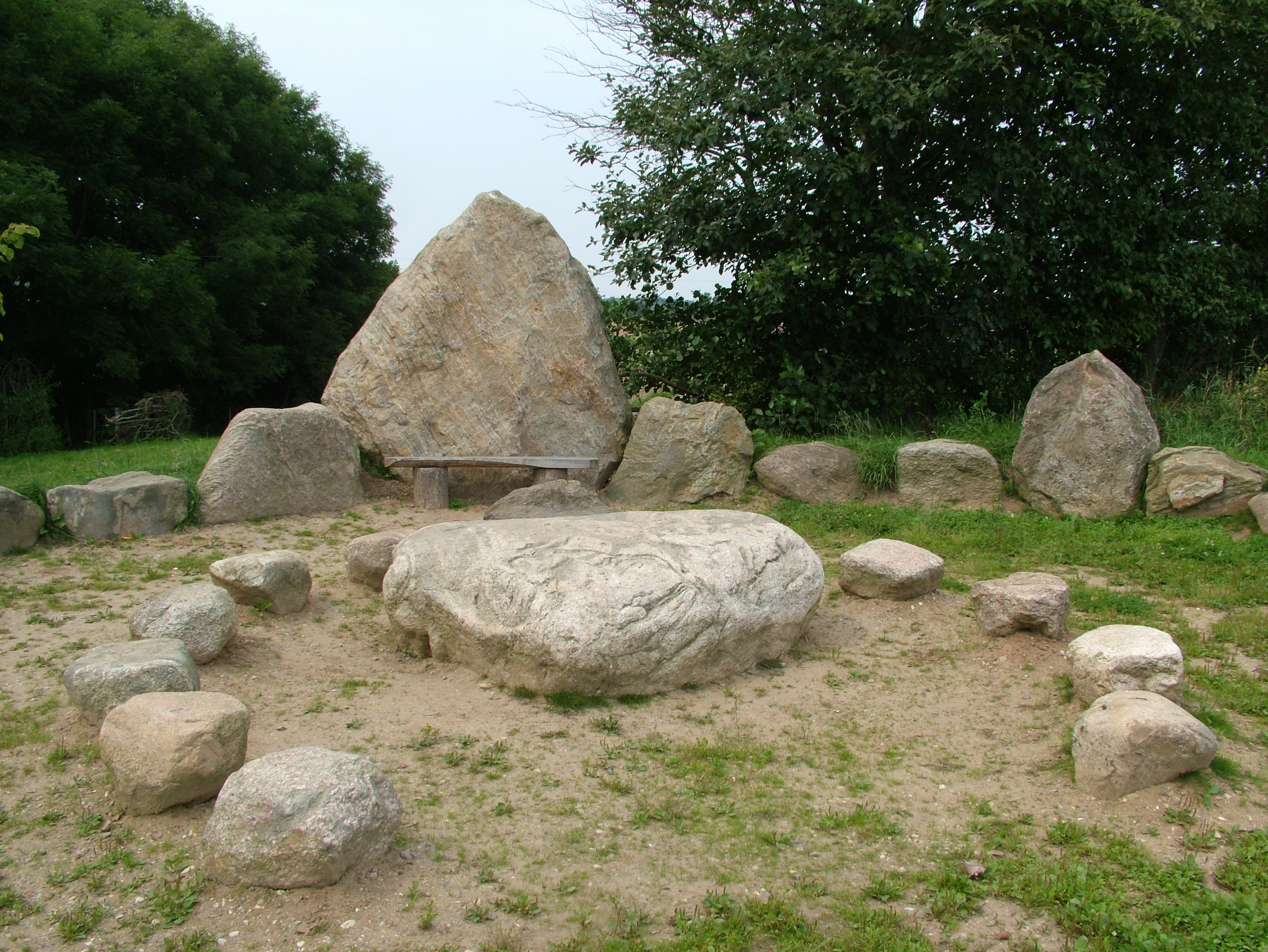
Thingplatz en Gulde, Schleswig-Holstein.

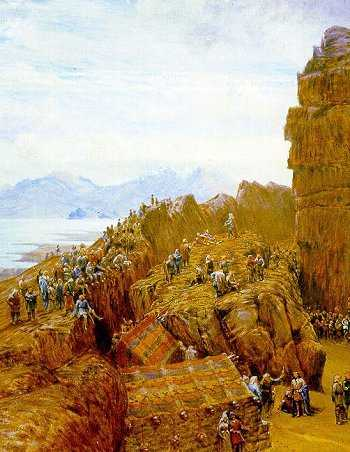
El althing islandés en sesión, como lo imaginó en 1870 el artista británico William Gershom Collingwood.

Un thing (en nórdico antiguo: þing) era la asamblea de gobierno en las sociedades de las tribus germanas, formada por los hombres libres de la comunidad. En ellas se dirimían asuntos de índole legislativa y judicial. A una escala mayor, elegían algunos representantes para enviarlos a una gran asamblea y, así, poder decidir sus propias leyes. Cada una de las provincias donde existía una de estas asambleas tenía una ley diferente, es decir, la sociedad nórdica no poseía una ley unitaria y unificada, sino que cada una de las asambleas del Thing decidía sobre su comunidad. Las asambleas estaban presididas por un lagman. Hoy en día el término continúa en los nombres oficiales de las legislaturas nacionales e instituciones políticas o judiciales de algunos territorios como Alþingi en Islandia o Tynwald en la Isla de Man. La palabra inglesa thing («cosa, objeto») está etimológicamente relacionada con este término.

## Sociedad medieval y vikinga
En los clanes nórdicos precristianos dentro de la cultura de Escandinavia, los miembros de un clan estaban obligados a vengar los daños contra sus parientes muertos o mutilados. Una estructura equilibrada era necesaria para reducir los feudos tribales y evitar el caos social. En las culturas germánicas del norte, el thing era la institución que equilibraba esto, a pesar de que otras asambleas similares son señaladas para otros pueblos germanos.[cita requerida]
El thing era la asamblea de los hombres libres de un país, provincia o (hundare/härad/herred). Consecuentemente, había jerarquías en los thing, de modo que los thing locales estaban representados en el correspondiente de un territorio mayor. En los thing se solucionaban las disputas y se tomaban las decisiones políticas. El lugar donde se celebraba era, generalmente, también el lugar para los ritos religiosos públicos y el comercio. 
Los escandinavos desarrollaron un complejo código moral que se transmitió oralmente de generación en generación. La legislación estaba ligada a la religión, la experiencia y las conductas naturales del ser humano. En consecuencia, reconocían el derecho de venganza. Las familias de las víctimas tenían el derecho de vengarse directamente contra el agresor, pero también contra sus familiares. La clase de la venganza estaba totalmente estipulada en sus leyes según la importancia del delito cometido, la categoría social del culpable y la del ofendido, herido o muerto. La venganza de sangre solía ser sustituida por una compensación económica, pero algunos clanes, para mantener su honor, preferían dar muerte al agresor o a algún miembro de su familia. Curiosamente, en las sagas, es la mujer quien suele rechazar la compensación económica e intenta convencer al marido de que opte por la venganza de sangre.[cita requerida] Otras soluciones legales eran la celebración de un duelo entre el ofensor y el agraviado (holmgang) o el destierro del culpable. El desterrado perdía todas sus posesiones y derechos, de modo que cualquiera podía atentar contra su vida sin ser castigado por ello. Cuando el destierro era temporal, quedaba prohibido matar al sujeto en cuestión.[cita requerida]
Es importante reseñar la existencia, dentro de los things, de personas que intervienen a modo de arúspices (en algunos casos denominados godar o jefes locales o regionales, un término en nórdico antiguo para identificar a un líder y sacerdote pagano) que interpretaban en caso de discrepancias las ordalías o juicios de Dios, y en ellos encontramos una cierta similitud en cuanto a su función con los propios druidas de la cultura céltica.[cita requerida]

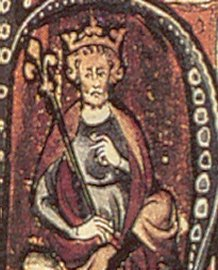
Canuto el Grande.

El thing se reunía a intervalos regulares, legislados por caudillos electos y caudillos germanos, y juzgaban conforme a la ley, que era memorizada y recitada por un lagman (el que interpreta la ley). Las negociaciones eran presididas por el lagman y el caudillo o por el rey. En realidad, el thing estaba dominado por los miembros más influyentes de la comunidad, las cabezas de los clanes y familias ricas, pero en teoría la regla era: un hombre, un voto. Un famoso incidente tuvo lugar cuando Thorgnýr el Lagman le dijo al rey sueco Olaf Skötkonung que era la gente la que tenía el poder en Suecia, y no el rey. Este se dio cuenta de que era impotente frente al thing y admitió la derrota.
Los reyes vikingos escandinavos disponían asimismo de sus asambleas de leales, la mayoría habitantes de su reino que valoraban el valor, honestidad y generosidad del monarca, pero también un buen número de guerreros profesionales del hird dispuestos para el mejor postor, los daneses con reyes ingleses y suecos y noruegos en la corte de Canuto el Grande en el þingmannaleið («Thingmannalid»).
La cristianización de Escandinavia tuvo lugar entre los siglos VIII y XIII; hay evidencias de que fue un proceso lento y llevó al menos 150-200 años. La imposición de esta nueva religión provocó la abolición de los acuerdos entre iguales del Thing, en adelante las decisiones y la justicia dependían de un solo individuo y sus servidores directos. El pragmatismo germánico chocó con la idea del poder absoluto, y la consecuente represión fue durísima.

#### Noruega
En el periodo entre el siglo XI y XIV, Noruega sufrió una transformación estructural, por la cual el rey ganó mucho más poder a nivel regional. Se asume que el rey tendría controlada la organización por medio de representantes. Sin embargo, no se tiene la certeza de que el thing creó el rey o cuáles things se conservaban de los antiguos pre-estados que el rey usó como base para su organización. En el sureste de Noruega probablemente el rey estableciera nuevos things en respuesta estratégica por la amenaza danesa al principio del siglo XI.[cita requerida]
Parece que en la parte septentrional y suroccidental de Noruega los things tenían lugar en las granjas de los jefes, que eran consideradas terreno neutral, donde se reunía la élite terrateniente, se podían tratar temas políticos y llevar a cabo actividades religiosas. Últimamente estos things se convirtieron en un terreno de cooperación entre los funcionarios reales y los agricultores.

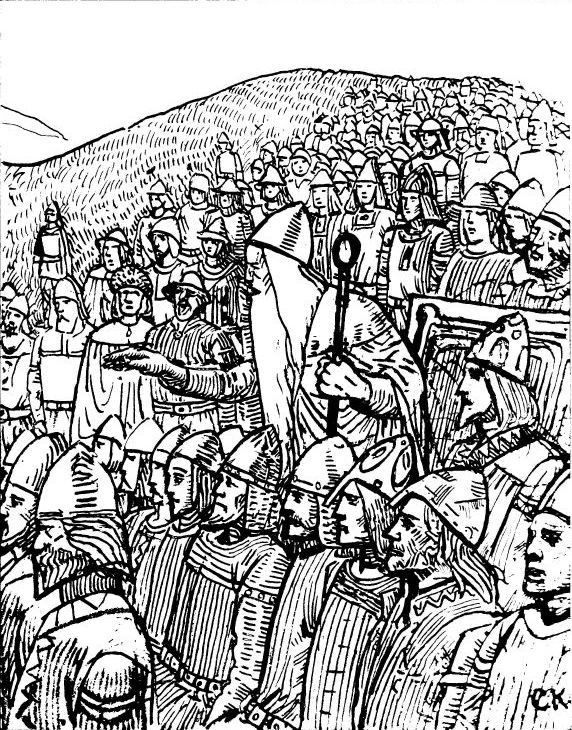

Además, en Noruega hay que destacar Haugating (asamblea de Vestfold), un thing especialmente importante, pues es donde se proclamaba la coronación real. Fue en este thing donde se coronaron Harald Guille, Sigurd Magnusson, Magnus Erlingsson y Jon Kuvlung.

#### Suecia
Es similar a Noruega, ya que experimentó ciertos cambios en la organización y administración en el tardío siglo X y XI. La asamblea del thing de Suecia se llevaba a cabo en un lugar especialmente designado, en general un campo como Thingvellir, la vieja localización del thing islandés. 
En la Isla de Gotland tuvo en el Medioevo tardío veinte things, cada uno representado en el thing de la isla, llamado landsthing, por su juez electo. Las nuevas leyes fueron aprobadas en el thing del continente, que también tomaba otras decisiones sobre la totalidad de la isla. La autoridad del thing de tierra fue erosionada después de que la isla fuera ocupada por la Orden Teutónica en 1398. En los tiempos del medievo tardío, el thing consistía en doce representantes de los granjeros o terratenientes.[cita requerida]

#### Islandia
Los things en Islandia eran similares a los de la Escandinavia continental, pero tenían una clara organización estructural. Islandia estaba dividida en cuatro zonas administrativas durante la época vikinga, con un número fijo de treinta y nueve goðis en la zona norte y nueve en la zona este, oeste y sur.[cita requerida]
En Islandia también tenían Althing. De hecho, esta isla era única por confiar en el poder legislativo y judicial en el Althing en vez de en una rama del gobierno. Þingvellir (Thingvellir) era el lugar del Althing, era donde la gente se reunía una vez al año para llevar casos al tribunal, dictar sentencia y discutir leyes y política. En el Althing anual los treinta y nueve goðis, junto con otros nueve, servían como votantes de Lögrétta, una asamblea legislativa. El Lögrétta revisaba las leyes que el legislador citaba, promulgaba nuevas leyes, ponía multas y castigos e informaba de las sentencias de proscripción y destierro que eran aprobadas por las asambleas locales de primavera.[cita requerida]

#### Otros lugares
El parlamento de la isla de Man se denomina Tynwald, conservando el nombre por el lugar de reunión del thing que celebran el 5 de julio en Tynwald Hill, que etimológicamente es la misma palabra que «Thingvellir». Otros nombres de lugares equivalentes pueden encontrarse a través del continente europeo: en el Reino Unido está Dingwall en Ross-shire; Tingwall, uno en las Órcadas y otro en las islas Shetland y Thingwall en la península de Wirral. Similarmente, en Suecia, hay varios lugares llamados Tingvalla, que es la forma del sueco moderno de «Thingvellir».[cita requerida]